# Astragalus scholerianus
Astragalus scholerianus är en ärtväxtart som beskrevs av Joseph Friedrich Nicolaus Bornmüller. Astragalus scholerianus ingår i släktet vedlar, och familjen ärtväxter. Inga underarter finns listade i Catalogue of Life.